# آگاتارخوس
برای جغرافی‌دانی به این نام آگاتارخوس کنیدوسی را ببینید.
آگاتارخوس (به یونانی: Ἀγάθαρχος)نقاش خودآموخته یونانی و از اهالی ساموس بود که در قرن پنجم قبل از میلاد زندگی می کرد.
به گفته ویتروویوس او کسی بود که صحنه‌آرایی را ابداع نمود و صحنه آرایی یکی از تراژدی های آشیل را بر عهده داشت. برخی دانشمندان بر این عقیده اند که علم مناظر و مرایا از ابداعات است.او پژوهش هایی در زمینه پرسپکتیو انجام داد.